# Carol Kenyon
Carol Kenyon (1959) is een Britse zangeres.

## Biografie
Reeds als kind werd Kenyon gemotiveerd om te zingen en te dansen. Ze kreeg onderricht en nam deel aan kunstfestivals, leerde het pianospel en luisterde naar de jazzplaten van haar vader. Als lid van het schoolkoor zong ze tijdens een festival in Harrow, waar ze de aandacht trok van de jonge muzikant Guy Barker, die daar ook optrad. Hij motiveerde haar en wekte haar serieuze en gerichte interesse voor het zingen. Samen werden ze lid van de Londense jazzrockband Steam Heat. Het was ook Barker, die Kenyon opmerkzaam maakte op het National Youth Jazz Orchestra, waar ze zich voorstelde en de Porgy and Bess-song Summertime zo goed zong, dat ze al op 14-jarige leeftijd als vaste bandzangeres van het orkest werd aangenomen. Bill Ashton en anderen schreven speciaal voor Kenyon songs, waarmee ze snel tot een integrale factor van de optredens van de band werd en ze o.a. ook solo zong. De song Get It Right, met haar als leadzangeres, werd in 1976 uitgebracht op een single. Met het NYJO toerde ze door het Verenigd Koninkrijk, trad ze op op de televisie en nam ze in 1978 deel aan het Royal Command Variety Performance in Londen.
Nadat ze het NYJO had verlaten, zong Kenyon bij Car Park, een band met voormalige NYJO-leden o.l.v. de jazzmuzikanten Dick Morrissey en Jim Mullen. Als begeleidingsband van verschillende artiesten trad de band regelmatig op bij de televisie en toerde ze met enkele artiesten, waaronder Mick Jagger. Kenyon was van 1982 tot 1988 lid van Heaven 17 en zong ze o.a. op de hitsingle Temptation, die in 1983 de Britse hitlijsten haalde (nummer 2). Bovendien kreeg ze een solocontract bij A&M Records en trad ze, geheel in opzichtige zwarte lederkleding en met een levende valk, op als 'Warrior Woman'. Met de gelijknamige song had ze begin 1984 een kleine charthit in haar vaderland. Ook de opvolgende single Dance With Me plaatste zich kort in de Britse hitlijsten. In 1985 aanvaardde ze de leadzang op Paul Hardcastles single Don't Waste My Time, die in 1986 tot een internationale hit werd. Eveneens in 1986 was Kenyon begeleidingszangeres tijdens de tournee van de popband Go West.
Kenyon trad ook in de komende jaren op bij de televisie en zong in de achtergrond op enkele soundtracks, waaronder Cerrones Dancing Machine en Willy Bogners Fire, Ice & Dynamite (beide 1990), Young Soul Rebels (1991) en Knight Moves (1992). Als gastzangeres was ze in 1993 te horen op Here's My A, een hit van het dance-project Rapination. In 1995 keerde ze als showopener terug naar het Royal Command Variety Performance. Verder zong ze sinds de jaren 1980 voor Duran Duran, Kylie Minogue, Mike Oldfield, Jon & Vangelis, Pet Shop Boys, Gary Moore, Pink Floyd, Tommy Shaw, Roger Waters, Morrissey-Mullen, Tears for Fears en Van Morrison. In 2006 was ze op de soundtrack van de jubileumversie te horen in de achtergrond van The Muppet Christmas Carol.

## Discografie

### Singles
- 1976: Get It Right (NYJO feat. Carol Kenyon)
- 1984: Warrior Woman
- 1984: Dance with Me
- 1986: Don't Waste My Time (Paul Hardcastle feat. Carol Kenyon)
- 1987: Give Me One Good Reason
- 1989: Fascinating
- 1990: Never Let Me Go
- 1993: Here's My A (Rapination feat. Carol Kenyon)

### Verdere uitgebrachte bijdragen
- 1981: Achtergrondzang op het album The Friends of Mr. Cairo van Jon & Vangelis
- 1982: Zang op het Morrissey-Mullen-Album Life on the Wire
- 1982: Zang op het album Too-Rye-Ay van Dexys Midnight Runners.
- 1983: Leadzang op de Heaven-17-single Temptation.
- 1984: Duetzang op Tommy Shaws album Girls with Guns in de song Outside in the Rain
- 1984: Achtergrondzang op het album Reflexion van Vangelis en Demis Roussos
- 1984: Achtergrondzang op Van Morrisons livealbum Live At The Grand Opera House Belfast
- 1989: Leadzang op Mike Oldfields single Nothing But uit het album Earth Moving
- 1989: Leadzang op Malcolm McLarens single Madame Butterfly uit het album Waltz Darling
- 1990: Achtergrondzang op het album Liberty van Duran Duran
- 1992: Achtergrondzang op het album After Hours van Gary Moore
- 1994: Achtergrondzang op het album The Division Bell van Pink Floyd.
- 2005: Met Pink Floyd tijdens het Live-8-concert in London in het Hyde Park
- 2006: 2008 Lead- en achtergrondzang op Roger Waters wereldtournee Dark Side of the Moon Live

- Bibliothèque nationale de France: cb13933141b (data)
- Gemeinsame Normdatei: 134585364
- International Standard Name Identifier: 0000 0000 5513 8139
- Library of Congress Control Number: no2007152042
- MusicBrainz: 0dc81878-32c6-480b-8fe8-20e7a9e6dc7e
- Virtual International Authority File: 27255269